# Ulica Cetnerówka we Lwowie
Ulica Cetnerówka – ulica we Lwowie, w dzielnicy Cetnerówka, w rejonie łyczakowskim. Biegnie od Marko Czeremszyny na wschód do Parku Łyczakowskiego, otacza stadion Skif i kończy się na ulicy Rossi.
Przed 1944 nazwę Cetnerowska nosiła obecna ulica Marko Czeremszyny, a współczesna Cetnerówka była zaułkiem prowadzącym do Parku Łyczakowskiego (dawniej noszącego nazwę Parku im. Bartosza Głowackiego).
Długość ulicy wynosi ok. 150 m. Zabudowa powstała w latach 1910-1930, pod numerem 18 znajduje się willa własna Władysława Derdackiego. Całą nieparzystą stronę ulicy zajmuje stadion Skif.